# Reichsführer-SS
Ne doit pas être confondu avec Führer.
 (mars 2020).

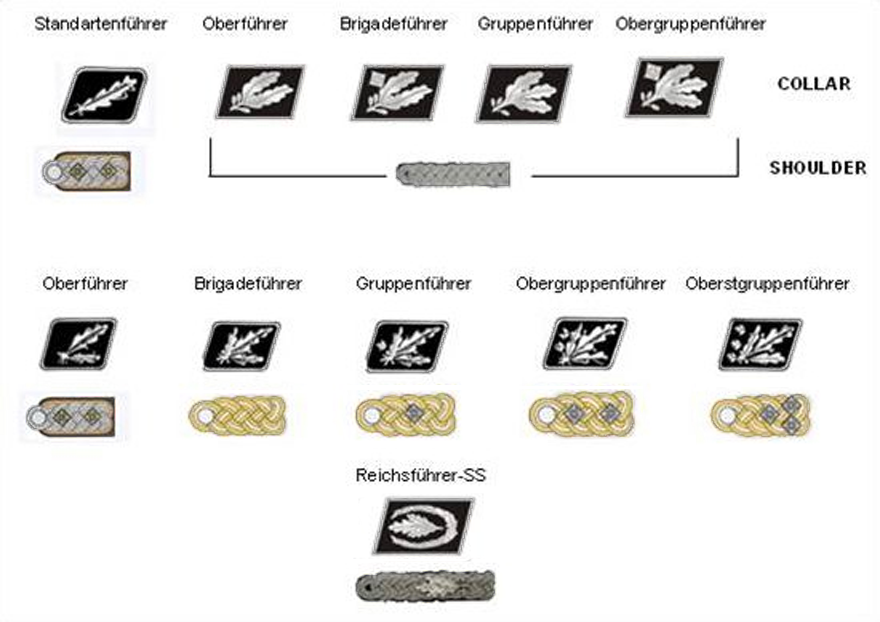
Insignes de grade (pattes de collet et pattes d’épaule) des uniformes des officiers de la SS, ayant au moins une feuille de chêne aux pattes de collet (ce sont des officiers généraux sauf pour les cas des Standartenführer et Oberführer) :
- de 1933 à avril 1942 (1re rangée, en haut) ;
- après avril 1942 (2e rangée, au milieu).
Les insignes du Reichsführer-SS (rangée du bas) sont restés inchangés de 1934 à 1945. Le grade d’Oberst-Gruppenführer n'est apparu qu'en 1942 (il ne figure donc pas dans la rangée du haut).

Le terme Reichsführer-SS est, en Allemagne à partir de 1925, le titre donné au plus haut dirigeant de la Schutzstaffel (connue sous son abréviation « SS »), au départ une organisation politique du parti nazi, dont la vocation est paramilitaire.
Après l'accession au pouvoir des nazis en janvier 1933, la SS reste une organisation politique, mais elle intègre aussi des unités policières (comme le SD et la Gestapo, ensuite fondus dans le RSHA), puis une branche militaire à partir de 1934, connue d'abord sous le nom de SS-VT puis sous le nom de Waffen-SS à compter de 1940.
Le Reichsführer-SS avait donc autorité sur la SS et l'ensemble de ses branches.

## Contexte historique
Il s'agit plus d'une fonction politique que d'un grade militaire, ce titre ne conférant a priori à son porteur aucun rôle de commandement militaire opérationnel. Il correspond aux grades de Generalfeldmarschall (des armées de terre ou de l’air) ou de Großadmiral (de la marine) au sein de la Wehrmacht (les forces armées du Troisième Reich).
Le titre de Reichsführer est créé en 1926 pour Joseph Berchtold, son prédécesseur (Julius Schreck) n'étant désigné de la sorte que rétroactivement. En pratique, il ne pouvait y avoir qu'un seul Reichsführer-SS en fonction.
C'est donc le grade d'officier général le plus élevé dans le corps des officiers généraux SS qui en compte cinq (si on inclut celui de Reichsführer-SS). Dans l'ordre hiérarchique descendant, pour les grades comportant une ou plusieurs feuilles de chêne au collet (les grades d’Oberführer et Standartenführer ne sont pas des grades d'officiers généraux, mais d'officiers supérieurs), on a le tableau suivant :
| Ordre hiérarchique descendant                         | Insignes de col (1942-1945) | Grade dans la SS        | Suffixe pour la police          | Suffixe pour la Waffen-SS         | Équivalent dans les armées de terre ou de l’air | Équivalent dans la marine |
| Officiers généraux                                    | Officiers généraux          | Officiers généraux      | Officiers généraux              | Officiers généraux                | Officiers généraux                              | Officiers généraux        |
| ----------------------------------------------------- | --------------------------- | ----------------------- | ------------------------------- | --------------------------------- | ----------------------------------------------- | ------------------------- |
| N/A                                                   | N/A                         | Pas d’équivalent        | N/A                             | N/A                               | Reichsmarschall                                 | Pas d’équivalent          |
| 1                                                     |                             | Reichsführer-SS         | und Chef der deutschen Polizei  | N/A                               | Generalfeldmarschall                            | Großadmiral               |
| 2                                                     |                             | SS-Oberst-Gruppenführer | und Generaloberst der Polizei   | und Generaloberst der Waffen-SS   | Generaloberst                                   | Generaladmiral            |
| 3                                                     |                             | SS-Obergruppenführer    | und General der Polizei         | und General der Waffen-SS         | General                                         | Admiral                   |
| 4                                                     |                             | SS-Gruppenführer        | und Generalleutnant der Polizei | und Generalleutnant der Waffen-SS | Generalleutnant                                 | Vizeadmiral               |
| 5                                                     |                             | SS-Brigadeführer        | und Generalmajor der Polizei    | und Generalmajor der Waffen-SS    | Generalmajor                                    | Konteradmiral             |
| Officiers supérieurs avec feuilles de chêne au collet |                             |                         |                                 |                                   |                                                 |                           |
| 6                                                     |                             | SS-Oberführer           | Néant                           | Néant                             | Pas d’équivalent                                | Kommodore                 |
| 7                                                     |                             | SS-Standartenführer     | und Oberst der Polizei          | Néant                             | Oberst                                          | Kapitän zur See           |

## Insignes du rang

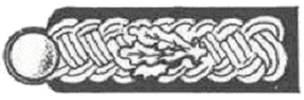
Patte d'épaule.
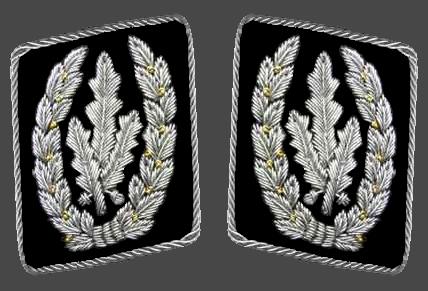
Pattes de collet.
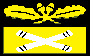
Sur tenue de camouflage (au niveau du bras).
Pavillon pour les déplacements automobiles.
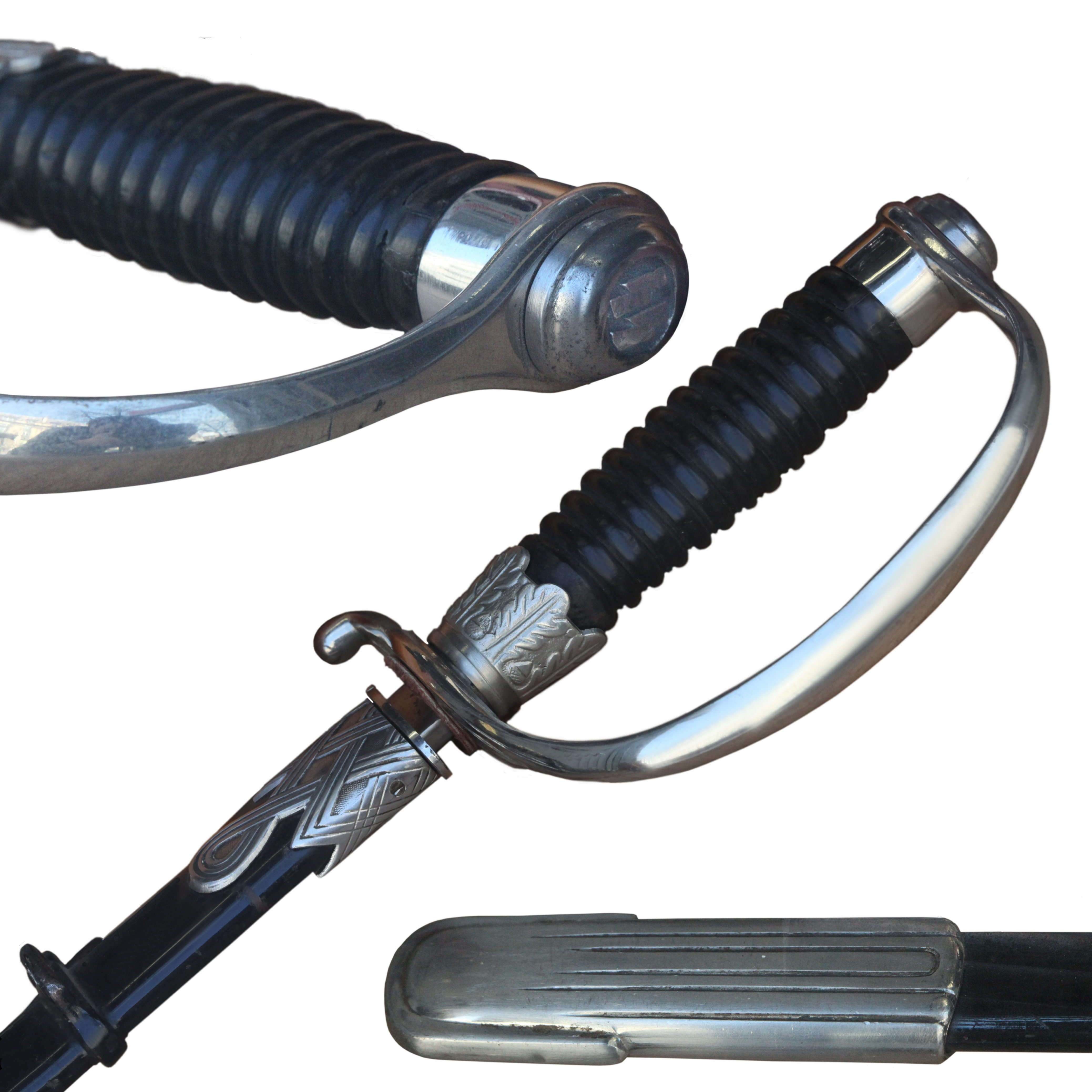
Épée d’honneur SS (SS-Ehrendegen (de)) et son fourreau.

## Titulaires du poste
- Julius Schreck de 1925 à 1926
- Joseph Berchtold de 1926 à 1927
- Erhard Heiden de 1927 à 1929
- Heinrich Himmler de 1929 au 29 avril 1945
- Karl Hanke du 29 avril au 5 mai 1945

Des Reichsführer-SS successifs entre 1925 et 1945 (Sans Schreck ni Heiden), avec leur période de présence en poste
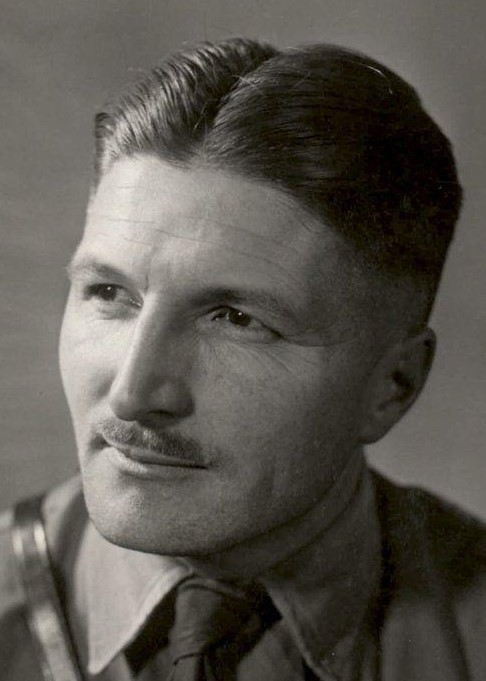
Joseph Berchtold (1926-1927).
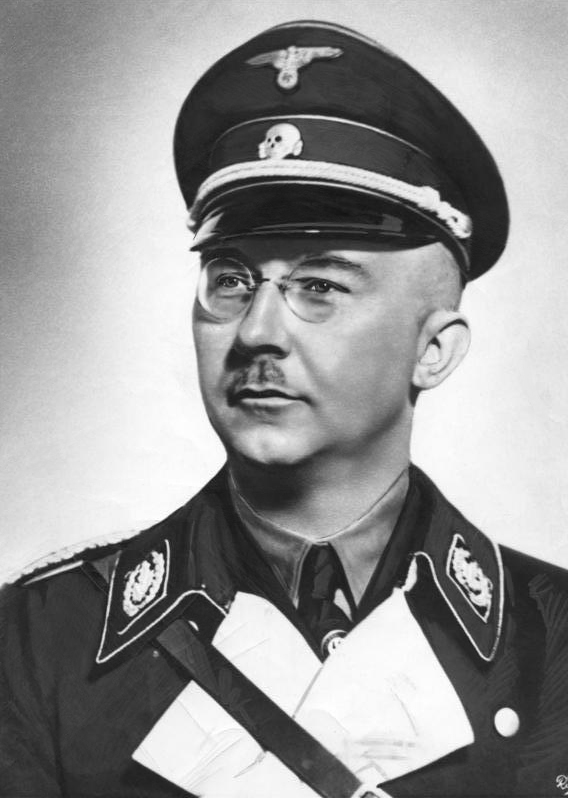
Heinrich Himmler (1929-1945).
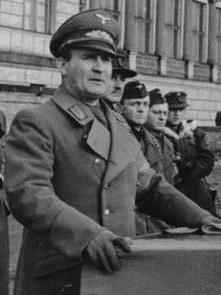
Karl Hanke (1945).